# Moulins du vieux pont de Limay
Les moulins du vieux pont de Limay étaient situés sur le vieux pont de Limay, qui enjambe un bras de la Seine sur le territoire de la commune de Limay, dans le département des Yvelines. Comme de nombreux anciens ponts enjambant la Seine de Poissy à Vernon, ce pont comportait des moulins au-dessus de sa structure, où des pêcheries étaient installées. Il n'en reste que des témoignages dans des gravures ou des peintures anciennes.

## Histoire

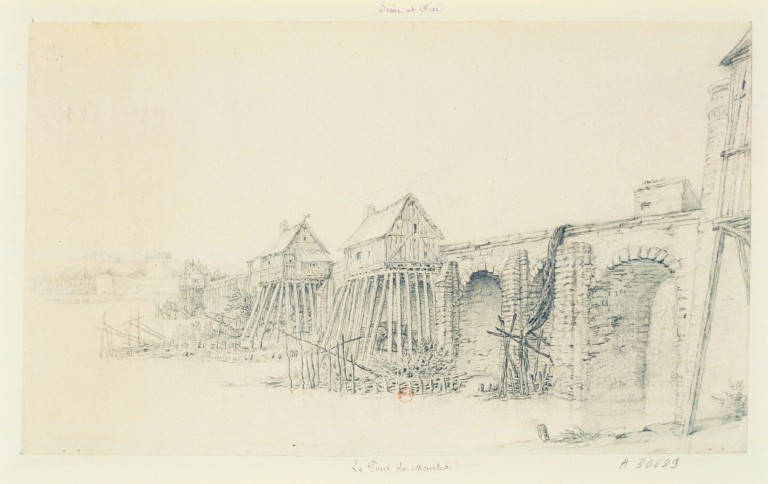
Les moulins du vieux pont de Limay

Au XIIIe siècle, trois moulins sont attestés sur le pont. Le couvent de l'Abbaye Saint-Corentin avait, sur le pont de Mantes, un moulin qui fut détruit lors d’une inondation en 1658. 
Le nom d'un exploitant des moulins est connu pour le début du XIXe siècle par un acte notarié : le 15 nivose an 12 (6 janvier 1804), le moulin du Ponceau est vendu à Pierre-Charles Vacher, meunier et propriétaire des maison et moulin construits sur le pont de Limay.
Le dernier moulin, reposant entre la 3e et la 4e pile du pont, a sombré en 1870 pendant une crue, « une péniche est venue heurter les pilotis du moulin et l’a détruit ».

## Technique des moulins construits sur les ponts

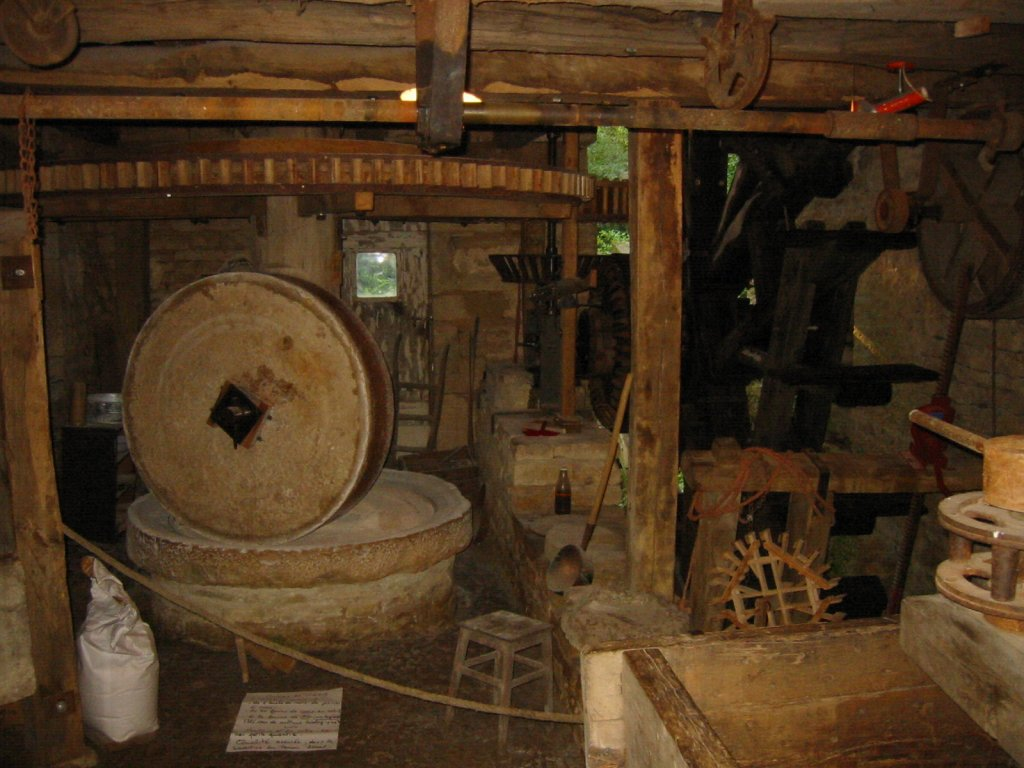
Ancien mécanisme de moulin à eau.

Lorsqu'il s’agit des moulins utilisant l’eau courante, la pièce motrice reste la roue hydraulique ou roue à aubes. Quand il est construit sur un pont, ou même sur pilotis, cette roue est située au-dessous de l’édifice : on dit alors que le moulin est à roue pendante, du même type que celui de Vernon ou d'Andé, le seul "moulin pendant" d’Europe au mécanisme complet . On devait la hausser ou la descendre au moment des crues et des périodes de sécheresse, afin qu’elle reste en contact avec l’eau. Pour fonctionner correctement, la longueur de l'aube qui plonge dans l'eau doit être comprise entre le cinquième et le tiers du rayon de la roue. 

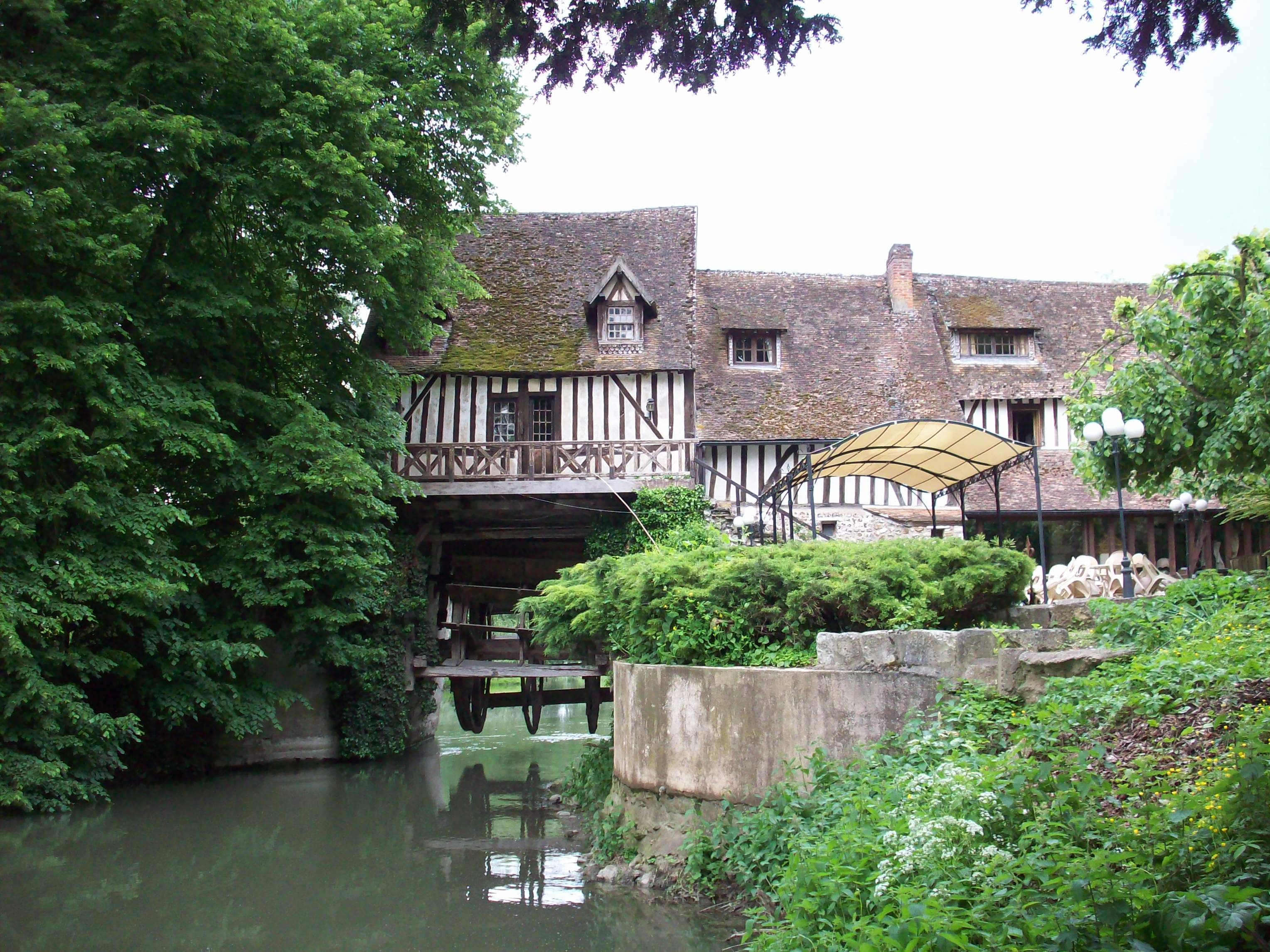
La roue pendante du moulin d'Andé.

Pour que la roue soit mobile verticalement, elle était suspendue sous la salle de mouture et est installée sur un cadre en bois dont les tirants, fixés aux quatre angles, sont montés et descendus à l'aide de vérins pour suivre les variations de la hauteur des eaux. Pour répondre à ces nécessités, la roue hydraulique était insérée dans un châssis en bois aux angles duquel étaient fixées de fortes poutres verticales qui, plus haut, traversaient le plafond du moulin. Elles avaient la forme « de pièces de bois méplat de 6 à 13 pouces » (15 cm à 33 cm environ) « et chacune d’elles était soutenue, au niveau de sa partie supérieure, par une traverse qui s’appuyait sur deux grosses vis en bois (vérins). Grâce à ces vis, la roue motrice pouvait être soulevée ou abaissée à volonté. » .